# Ачкасар

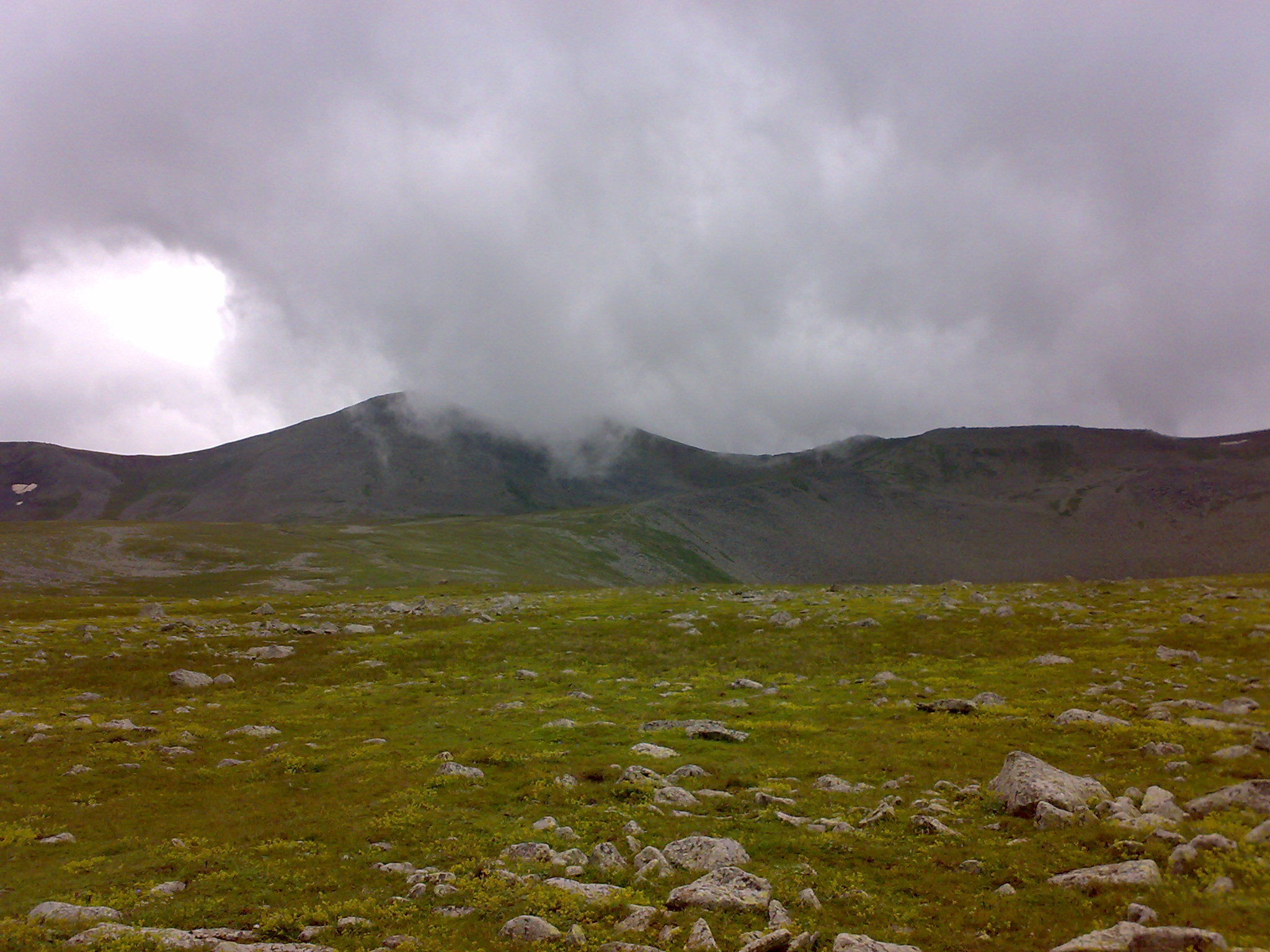
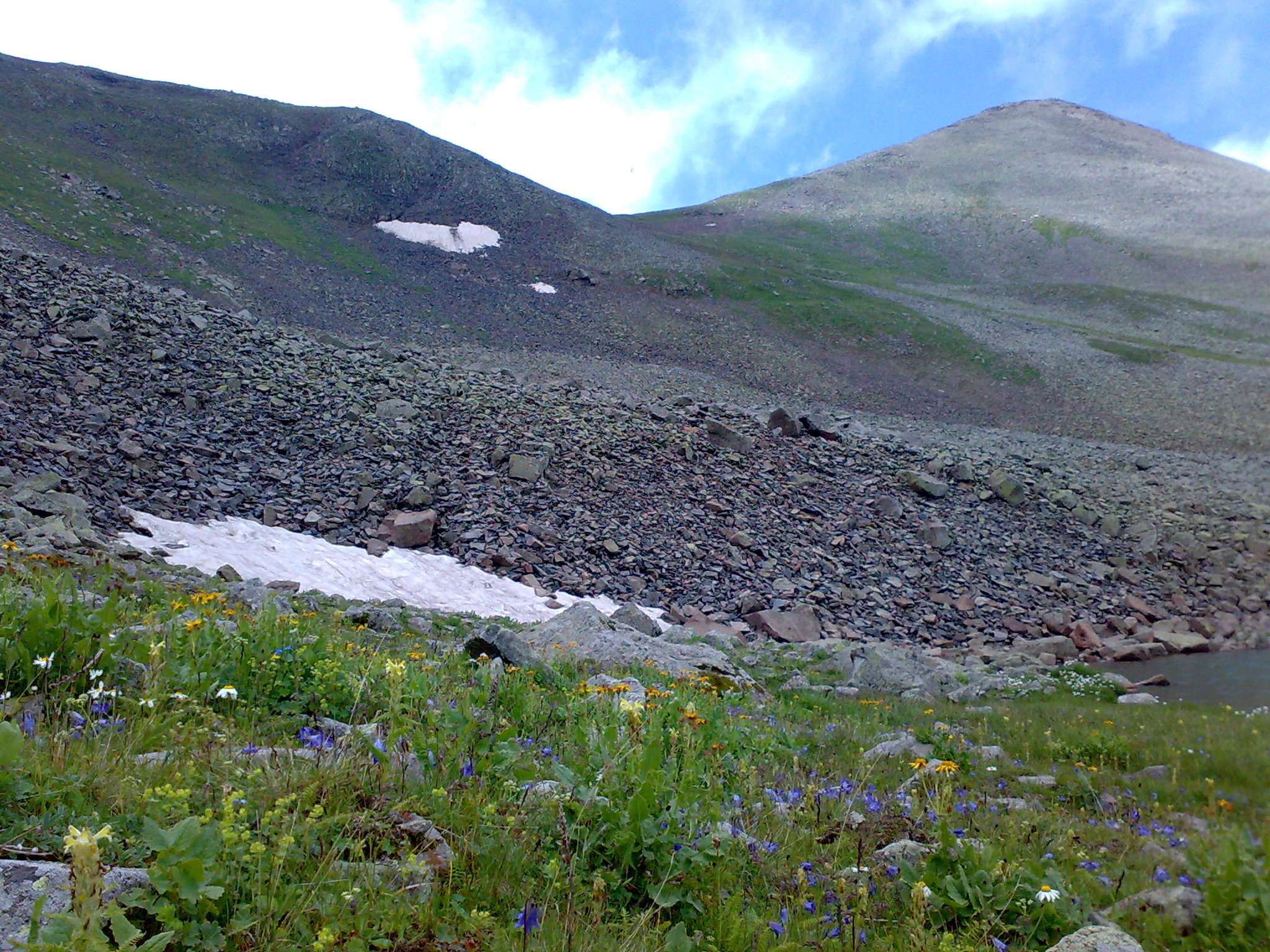
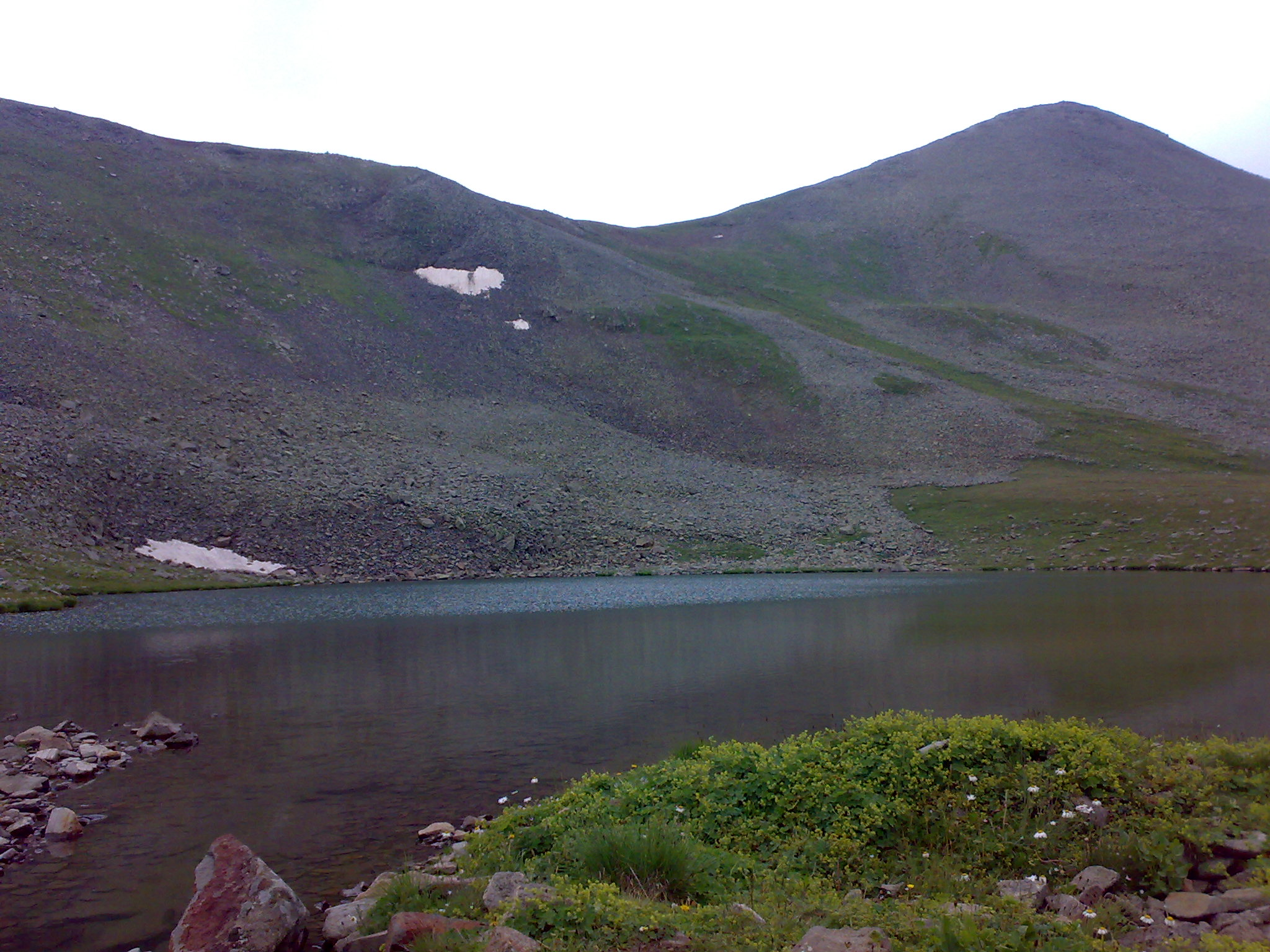

Ачкасар (вірм. Աչքասար) — гора, розташована на півночі Вірменії, на межі марзів Лорі та Ширак, поблизу кордону з Грузією; є найвищою точкою Кечутського хребта висотою 3196 метрів.
| Вірменія | Це незавершена стаття з географії Вірменії. Ви можете допомогти проєкту, виправивши або дописавши її. |